# 7 май
7 май е 127-ия ден в годината според григорианския календар (128-и през високосна). Остават 238 дни до края на годината.

## Събития
- 558 г. – куполът на катедралата Света София в Константинопол се срутва. Тогавашният император Юстиниан I нарежда реконструкция.
- 1099 г. – Кръстоносците достигат Йерусалим по време на Първия кръстоносен поход.
- 1663 г. – В Лондон е открит кралският театър в Друри Лейн.
- 1824 г. – Във Виена е премиерата на Девета симфония на Лудвиг ван Бетовен.
- 1832 г. – Великите сили одобряват на конференция в Лондон баварския владетел Отон за крал на Гърция.
- 1895 г. – Руският учен Александър Степанович Попов демонстрира пред Руското физико-химично общество своето изобретение – първия в света радиоприемник.
- 1909 г. – Алберт Айнщайн е избран за професор по теоретична физика в Цюрихския университет.
- 1915 г. – Първата световна война: Английският лайнер Лузитания е потопен от германска подводница, като загиват 1198 души от общо 1962, намиращи се на борда му. Атаката накланя американското общественото мнение срещу Германската империя и ускорява влизането на САЩ във войната.
- 1919 г. – Съставено е Правителство на България (39), начело с Теодор Теодоров.
- 1937 г. – В САЩ е излъчено първото радиопредаване, което достига от западния до източния бряг.
- 1945 г. – Втората световна война: Генерал Алфред Йодл подписва в Реймс, Франция, безусловната капитулация на Германия, с което страната приключва участието си във войната. Документът влиза в сила на следващия ден.
- 1945 г. – България във Втората световна война:Първа българска армия в Австрия се установява в село Фьолкермаркт в област Каринтия където в Клагенфурт същия ден командващия Първа БА генерал Владимир Стойчев се среща с генерал Уилям Кейтли командващ Трета английска армия с когото е подписано споразумение за очертаване на демаркационна линия между българските и английските войски в източна Австрия.
- 1946 г. – Основана е компанията Tokyo Telecommunications Engineering с 20 служители, която по-късно е наречена „Сони“.
- 1964 г. – Самолетът при полет 773 на „Пасифик Еър Лайнс“ е отвлечен от Франсиско Гонсалес и се разбива в окръг Контра Коста, Калифорния, като убива всички 44 души на борда.
- 1992 г. – Космическата совалка Индевър е изстреляна за първи път.
- 1999 г. – Папа Йоан Павел II отива в Румъния и така става първият римски папа, посетил Източноправославна страна след Великата схизма от 1054 година.
- 1999 г. – Бомбардировка на китайското посолство в Белград.
- 2000 г. – Владимир Путин полага клетва като втори демократично избран президент на Русия (след Борис Елцин).
- 2002 г. – Самолетът при полет 6136 на „Чайна Нортърн Еърлайнс“ се разбива в Бохайския залив, близо до летището в Далян, Китай и убива всички 112 души на борда.
- 2024 г. – Владимир Путин полага клетва за пети път като демократично избран президент на Русия.

## Родени
- 165 г. – Юлия Меса, знатна римлянка († 224 г./226)
- 1605 г. – Никон, Патриарх московски и всерусийски († 1681 г.)
- 1713 г. – Алексис Клод Клеро, френски математик и мислител († 1765 г.)
- 1763 г. – Йозеф Понятовски, полски княз, маршал на Франция († 1813 г.)
- 1833 г. – Йоханес Брамс, германски композитор и пианист († 1897 г.)
- 1840 г. – Пьотър Чайковски, руски композитор († 1893 г.)
- 1847 г. – Арчибалд Роузбъри, министър-председател на Обединеното кралство († 1929 г.)
- 1861 г. – Рабиндранат Тагор, индийски писател и философ, Нобелов лауреат († 1941 г.)
- 1867 г. – Владислав Реймонт, полски писател, Нобелов лауреат († 1925 г.)
- 1875 г. – Методи Патчев, български революционер († 1902 г.)
- 1892 г. – Йосип Броз Тито, президент на Югославия († 1980 г.)
- 1901 г. – Гари Купър, американски актьор († 1961 г.)
- 1914 г. – Андрей Гуляшки, български писател († 1995 г.)
- 1919 г. – Ева Перон, първа дама на Аржентина († 1952 г.)
- 1926 г. – Панайот Пондалов, български волейболист († 1984 г.)
- 1928 г. – Владимир Мусаков (преводач), български преводач († 1966 г.)
- 1928 г. – Георги Русев, български театрален и кино актьор († 2011 г.)
- 1930 г. – Пеньо Пенев, български поет († 1959 г.)
- 1930 г. – Хорст Бинек, немски писател († 1990 г.)
- 1938 г. – Димитър Керелезов, български писател и поет († 2020 г.)
- 1950 г. – Владко Панайотов, български политик
- 1957 г. – Вероник Жано, френска актриса
- 1967 г. – Добрин Векилов, български музикант
- 1969 г. – Катерина Малеева, българска тенисистка
- 1976 г. – Томас Биаджи, автомобилен състезател
- 1980 г. – Александър Арангелов, български политик и бивш полицай
- 1983 г. – Гари О'Конър, шотландски футболист
- 1998 г. – Михаела Маринова, българска певица

## Починали
- 973 г. – Ото I Велики, император на Свещената Римска империя (* 912 г.)
- 1523 г. – Франц фон Зикинген, вожд на германското рицарство (* 1481 г.)
- 1539 г. – Отавиано Петручи, италиански печатар (* 1466 г.)
- 1617 г. – Давид Фабрициус, германски астроном (* 1564 г.)
- 1667 г. – Йохан Якоб Фробергер, германски композитор (* 1616 г.)
- 1682 г. – Фьодор III, цар на Русия (* 1661 г.)
- 1800 г. – Николо Пичини, италиански композитор (* 1728 г.)
- 1825 г. – Антонио Салиери, италиански композитор (* 1750 г.)
- 1840 г. – Каспар Давид Фридрих, германски художник (* 1774 г.)
- 1876 г. – Димитър Атанасов-Русчуклийчето, български революционер (* ок. 1850 г.)
- 1876 г. – Петър Пармаков, български революционер (* 1850 г.)
- 1876 г. – Поп Харитон, български революционер (* неизв.)
- 1901 г. – Джордж Е. Кинг, канадски политик (* 1839 г.)
- 1901 г. – Димитър Греков, министър-председател на България (* 1847 г.)
- 1901 г. – Иван Славейков, български политик (* 1853 г.)
- 1906 г. – Андонис Влахакис, гръцки андартски капитан (* 1874 г.)
- 1906 г. – Леонидас Петропулакис, гръцки андартски капитан (* 1880 г.)
- 1924 г. – Димитър Благоев, български политик (* 1856 г.)
- 1941 г. – Джеймс Джордж Фрейзър, шотландски антрополог (* 1854 г.)
- 1956 г. – Йозеф Хофман, австрийски архитект (* 1870 г.)
- 1966 г. – Станислав Йежи Лец, полски писател (* 1909 г.)
- 1987 г. – Димитър Бочев, български актьор (* 1926 г.)
- 2000 г. – Дъглас Феърбанкс-младши, американски актьор (* 1909 г.)
- 2011 г. – Уилард Бойл, канадски физик, носител на Нобелова награда (* 1924 г.)

## Празници
- Русия, България и Беларус – Ден на радиото и телевизията